# 法学者

Smeden og bageren.

法学者（ほうがくしゃ）は、学問分野で法学として分類される領域で研究をおこなう学者・研究者。

## 概説
日本においては、大学に所属する研究者のみを指すのが通常である。現役の法学研究者の中にも、同時に実務家（法実務家）として活躍する者もいる。
最高裁判所裁判官の人事においては15人中1人又は2人は大学法学部教授を経験した法学者が起用される慣例となっており、「法学者枠」と呼ばれている。

## 関連書籍
- 長嶺超輝『サイコーですか?最高裁!』光文社、2007年。ISBN 9784334975319。